# Marco Sahanek
Marco Sahanek (* 27. Jänner 1990 in Wien) ist ein österreichischer Fußballspieler.

## Karriere

### Verein
Sahanek begann seine Karriere in der Jugendabteilung von FK Austria Wien, wo er insgesamt neun Jahre aktiv war. Nach einem halben Jahr beim FC Stadlau wechselte er in die Jugend des ASK Schwadorf, wo er 2007 in die erste Mannschaft geholt wurde. In seiner Debütsaison in der zweithöchsten österreichischen Spielklasse kam der Mittelfeldspieler auf neun Einsätze und zwei Tore. In der darauffolgenden Saison war er beim FC Admira Wacker Mödling unter Vertrag, da der Verein mit dem ASK Schwadorf fusionierte. Hier wurde er vor allem in der bei den Amateuren in der Regionalliga Ost eingesetzt, kam aber auch auf einige Einsätze in der Ersten Liga.
2010 ging Sahaneks Weg weiter nach Kärnten, wo er beim Wolfsberger AC unter Vertrag stand. Dort wurde er zum Stammspieler und konnte in 23 Partien drei Tore erzielen. Daraufhin wurde er vom Bundesligisten Kapfenberger SV verpflichtet. Sein Debüt in der höchsten österreichischen Spielklasse gab er am 22. Oktober 2011 gegen den SC Wiener Neustadt, als er in der 60. Minute für Michal Ordoš eingewechselt wurde. Kapfenberg stieg jedoch am Ende der Saison ab und Sahanek kam auf elf Einsätze. Danach kehrte er der Obersteiermark den Rücken und wechselte zum SK Austria Klagenfurt.
Seit dem 28. August 2014 stand Sahanek beim FC Wacker Innsbruck unter Vertrag, jedoch wechselte er im Jänner 2015 wieder zum SV Horn, bei dem er schon vom Jänner 2013 bis zu seinem Innsbruck-Engagement spielte. Im Juni 2015 wurde er vom SK Austria Klagenfurt, dem Aufsteiger in die Erste Liga, verpflichtet.
Nach dem Zwangsabstieg Klagenfurts wechselte er im Sommer 2016 zum Zweitligisten Floridsdorfer AC.
Zur Saison 2017/18 wechselte Sahanek nach Malta zum Erstligisten Hibernians Paola. Bereits im Jänner 2018 kehrte er aber zum FAC zurück, bei dem er einen bis Juni 2018 laufenden Vertrag erhielt.
Zur Saison 2018/19 kehrte er leihweise zum Bundesligisten FC Admira Wacker Mödling zurück. Im Jänner 2019 verließ er die Admira und wechselte leihweise zurück nach Malta zu den Hibernians. Zur Saison 2019/20 kehrte er wieder zum FAC zurück. Im Juli 2021 wechselte er nach Thailand zum Erstligisten Nakhon Ratchasima FC. Nach elf Erstligaspielen wurde sein Vertrag im Dezember 2021 aufgelöst. Danach wechselte er im Jänner 2022 nach Indien zum NorthEast United FC. Für die Inder kam er zu sieben Einsätzen in der Indian Super League.
Zur Saison 2022/23 kehrte Sahanek nach Österreich zurück und wechselte zum Regionalligisten SV Stripfing. Für Stripfing erzielte er elf Tore in 25 Regionalligaeinsätzen, mit dem Klub stieg er zu Saisonende in die 2. Liga auf. Den Aufstieg machte er aber nicht mit, er wechselte zur Saison 2023/24 zum Regionalligisten SV Leobendorf.

### Nationalmannschaft
Für die österreichische Fußballnationalmannschaft wurde er in der U-19 vier Mal eingesetzt. Sein Debüt gab er am 1. April 2009 gegen Belgien. Im Auswärtsspiel in Tienen spielte der Mittelfeldspieler durch und konnte den 2:0-Endstand durch Robert Gucher vorbereiten.